# La Trinité (Marseille)

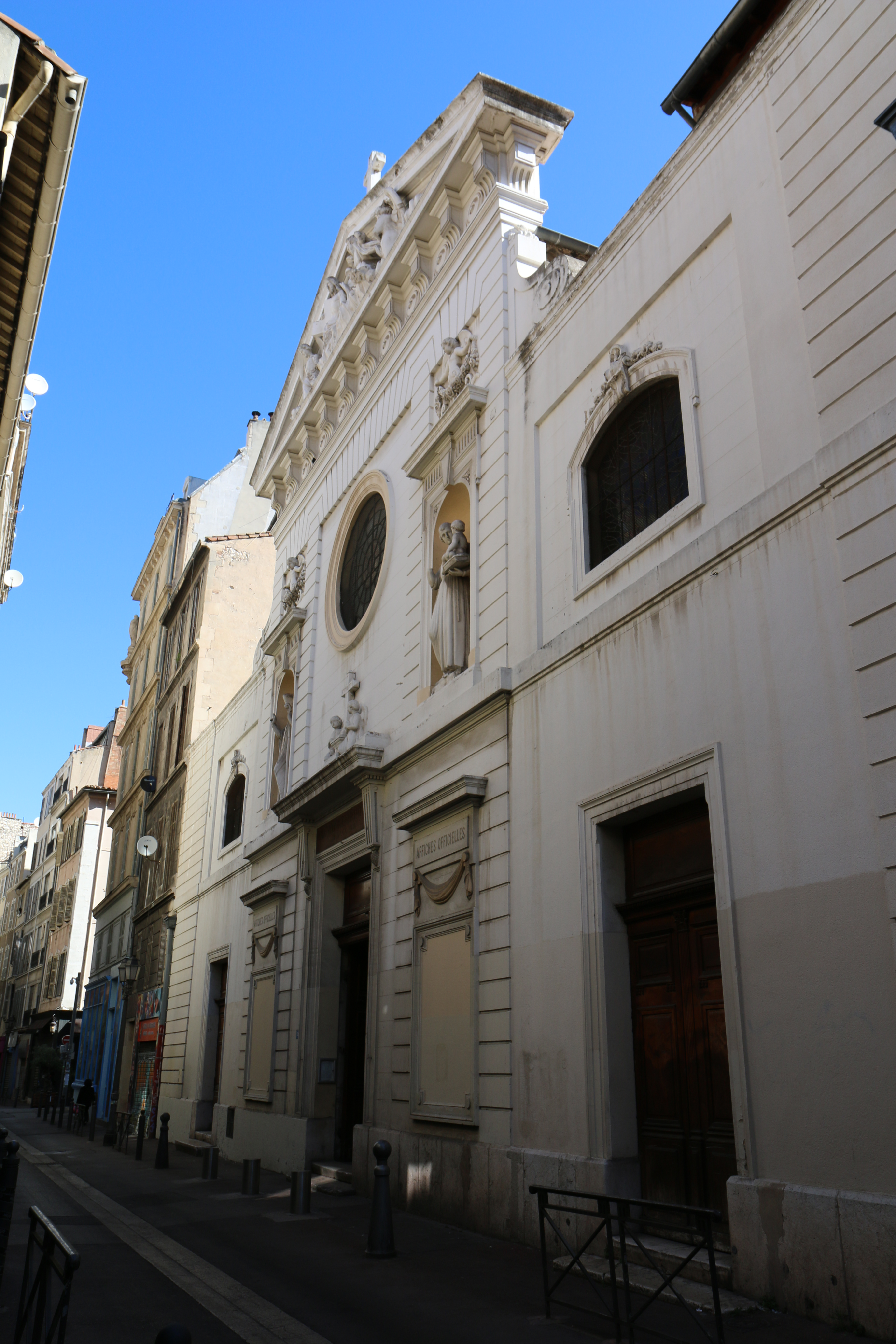
La Trinité (Marseille)

Die Kirche La Trinité, auch: La Trinité La Palud, ist eine römisch-katholische Kirche in der südfranzösischen Stadt Marseille.

## Lage und Patrozinium
Die Kirche befindet sich im 1. Arrondissement unweit von dem Alten Hafen an der Grenze zum 6. Arrondissement (Rue de la Palud Nr. 35). Die Kirche ist gänzlich eingezwängt in die dichte Innenstadtbebauung. Sie ist zu Ehren der heiligen Dreifaltigkeit geweiht.

## Geschichte

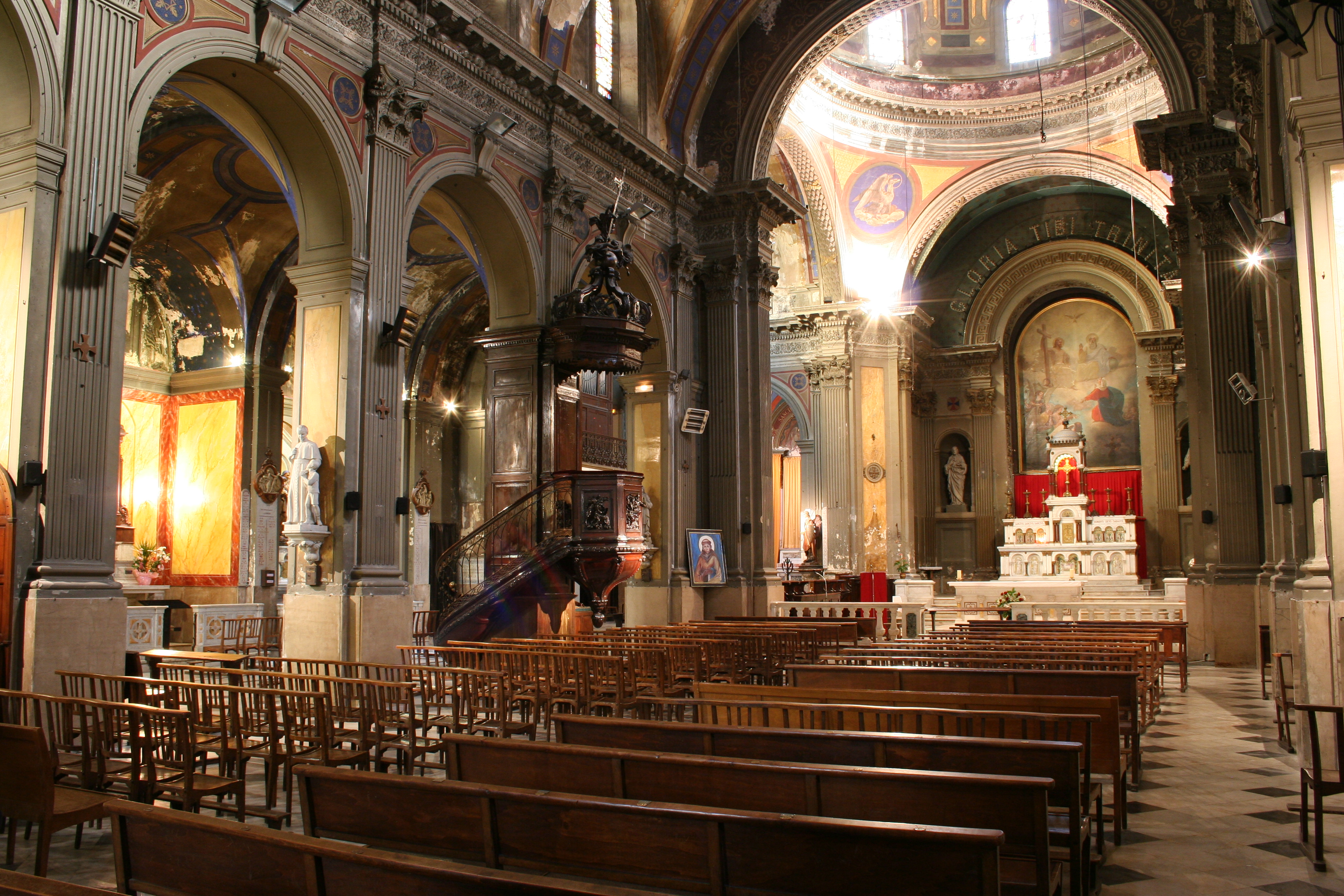
La Trinité (Marseille)

Die seit 1658 in Marseille angesiedelten Trinitarier verloren ihre Kirche durch die Französische Revolution. Von 1808 bis 1829 wurde auf Drängen der Bevölkerung eine neue Kirche gebaut und bis 1891 mehrfach erweitert. Sie ist seitdem dreischiffig. Der Stil ist klassizistisch.

## Ausstattung
Grundriss mit Legende

La Trinité (Marseille)

- 1: Hochaltar von Henri Révoil (1822–1900)
- 2: Gemälde von Jean-Baptiste Arnaud-Durbec (1827–1910) „Heilige Dreifaltigkeit“
- 3: Herz-Jesu-Statue
- 4: Petrus-Statue
- 5: Chorgestühl
- 6: Ludwig der Heilige (Statue)
- 7: Christophorus-Statue
- 8: Franz von Sales (Statue)
- 9: Pfarrer von Ars (Statue)
- 10: Mater Dolorosa
- 11: Don Bosco (Statue)
- 12: Bernadette Soubirous (Statue)
- 13: Rochus von Montpellier (Statue)
- 14: Kanzel
- 15: Neobarocker Beichtstuhl
- 16: Beichtstuhl des Abbé Jean-Baptiste Fouque (1851–1926)
- 17: Seiteneingang
- 18: Gemälde von Jean-Joseph Dassy „Grablege Christi“ (1831)
- 19: Kapelle der Seelen im Fegefeuer
- 20: Dreifaltigkeitskapelle mit Gemälde von Théo Mayan (1860–1936) „Muttergottes mit Felix von Valois und Johannes von Matha“
- 21: Antonius-von-Padua-Kapelle
- 22: Herz-Jesu-Kapelle
- 23: Maria Magdalena (Statue)
- 24: Heiliger Clarus (Statue)
- 25: Marien-Altar
- 26: Rita von Cascia (Statue)
- 27: Therese von Lisieux (Statue)
- 28: Taufbecken
- 29: Taufkapellenfresken von Dominique Antoine Magaud (1817–1899)
- 30: Kapelle von Anna und Rosa von Lima
- 31: Lourdes-Kapelle
- 32: Josefskapelle
- 33: Maria-Hilf-Ikone
- 34: Seiteneingang
- 35: Gemälde von Michel Serre (1658–1733) (Motiv nicht bestimmbar)
- 36: Serenus-Kapelle
- 37: Mosaik des 5. Jahrhunderts (ursprünglich Vieille Major)
- 38: Jeanne d’Arc (Statue)
- 39: Judas Thaddäus (Statue)
- 40: Emporenorgel von Prosper-Antoine Moitessier (1807–1867)